# Lucy Dacus
Lucy Elizabeth Dacus (  /'deɪkəs/ DAY -kəss; nacida el 2 de mayo de 1995) es una cantautora y productora estadounidense. Originaria de Richmond, Virginia, Dacus llamó la atención con su álbum debut No Burden (2016), que la llevó a un acuerdo con Matador Records . Historian, su segundo álbum, fue lanzado en 2018 con gran éxito de crítica. Home Video, su tercer álbum de estudio, se lanzó en 2021.
Además de su trabajo en solitario, Dacus también es miembro del supergrupo independiente Boygenius, con Julien Baker y Phoebe Bridgers . La banda ha lanzado un álbum de estudio y dos EP con gran éxito de crítica y numerosas giras. La banda ganó 3 premios Grammy en 2024, incluido Mejor Álbum de Música Alternativa . También se convirtieron en la primera banda exclusivamente femenina en ganar Mejor Canción de Rock y Mejor Interpretación de Rock .
En octubre de 2023, Rolling Stone nombró a Dacus como la 213º mejor guitarrista de todos los tiempos y señaló: "[su] guitarra es un instrumento tan esencial como su voz". 

## Primeros años
Dacus fue adoptada cuando era una bebé y creció en Mechanicsville, Virginia, un suburbio de Richmond.  Ella es de ascendencia uzbeka e irlandesa. Su madre adoptiva es pianista profesional y profesora de música, y su padre adoptivo es diseñador gráfico. Dacus tuvo un interés temprano por la música y compró su primera guitarra, una Ibanez, en Craigslist cuando estaba en la escuela secundaria. Después de graduarse de la Escuela del Gobernador Maggie L. Walker en 2013, comenzó a estudiar cine en la Virginia Commonwealth University, pero lo dejó para evitar deudas estudiantiles y la "sensación de ser incomprendida" en su programa universitario. Antes de convertirse en músico a tiempo completo, trabajó en Richmond Camera como editora de fotografías escolares de niños. Durante este tiempo, escribió aproximadamente 30 canciones, nueve de las cuales formarían el tracklist de No Burden.

## Carrera Musical

### 2012:Girls Back Home
Dacus lanzó el EP Girls Back Home en Bandcamp el 31 de agosto de 2012 cuando estaba en el último año de la escuela secundaria. La lista de canciones consta de siete canciones: "Girls Back Home", "Finest Cursive", "Pretty Girl", "Lullaby", "Time Travel", "Black Lungs" y "Kiddie Pool". Como todos sus otros proyectos, incluye producción de Collin Pastore y Jacob Blizard. Estuvo disponible digitalmente por un tiempo, pero Dacus lo eliminó poco antes de que se lanzara su álbum debut No Burden . En un AMA de Reddit, afirmó que lo eliminó porque "no quería que este EP fuera la primera impresión que alguien tuviera de ella". Durante años después de su eliminación de Bandcamp, las canciones se consideraron perdidas. Sin embargo, la internauta Lucyhistorian logró salvar la lista completa de canciones. Actualmente está disponible en su totalidad en YouTube, pero no existe ningún lanzamiento oficial del sello.

### 2015-2018:No Burden Y Historian
Dacus actuó por primera vez en la ciudad de Nueva York en marzo de 2015. Su primer sencillo, "I Don't Wanna Be Funny Anymore", se estrenó en noviembre de 2015. Su álbum debut , No Burden, fue producido en Nashville por sus amigos de la ciudad natal, Collin Pastore, graduado del Berklee College of Music, y Jacob Blizard, graduado del Conservatorio de Música de Oberlin; fue grabado a petición de Blizard para un proyecto escolar. El álbum se lanzó originalmente digitalmente en CD y en vinilo a través de EggHunt Records de Richmond el 26 de febrero de 2016.  Luego, Dacus firmó con Matador Records, quien relanzó el álbum el 9 de septiembre de 2016. Ese mismo año actuó en Lollapalooza, en el Grant Park de Chicago e hizo su debut en la televisión nacional en CBS This Morning. Grabó un concierto de Tiny Desk para NPR el mismo fin de semana. En octubre de 2016 actuó en el festival London Calling de Ámsterdam, en sustitución de The Duke Spirit, que se había visto obligado a cancelar.
El segundo álbum de Dacus, titulado Historian, fue lanzado el 2 de marzo de 2018. Al igual que su predecesor, recibió elogios generalizados de la crítica. Escribiendo para Pitchfork, Sasha Geffen elogió sus matices y sensibilidad: "No es un álbum fácil de desgastar. Dura, y debería, dado que muchas de sus letras cambian en el tiempo y la forma en que el tiempo se condensa en torno a profundos vínculos emocionales con otra gente."  Rolling Stone calificó el álbum con 4/5 estrellas, al igual que NME . Historian, como No Burden, se grabó en Nashville, en Trace Horse Studio, en un esfuerzo de colaboración similar entre Lucy Dacus, Jacob Blizard y Collin Pastore.

### 2018-presente: Boygenius, EPde 2019yHome Video

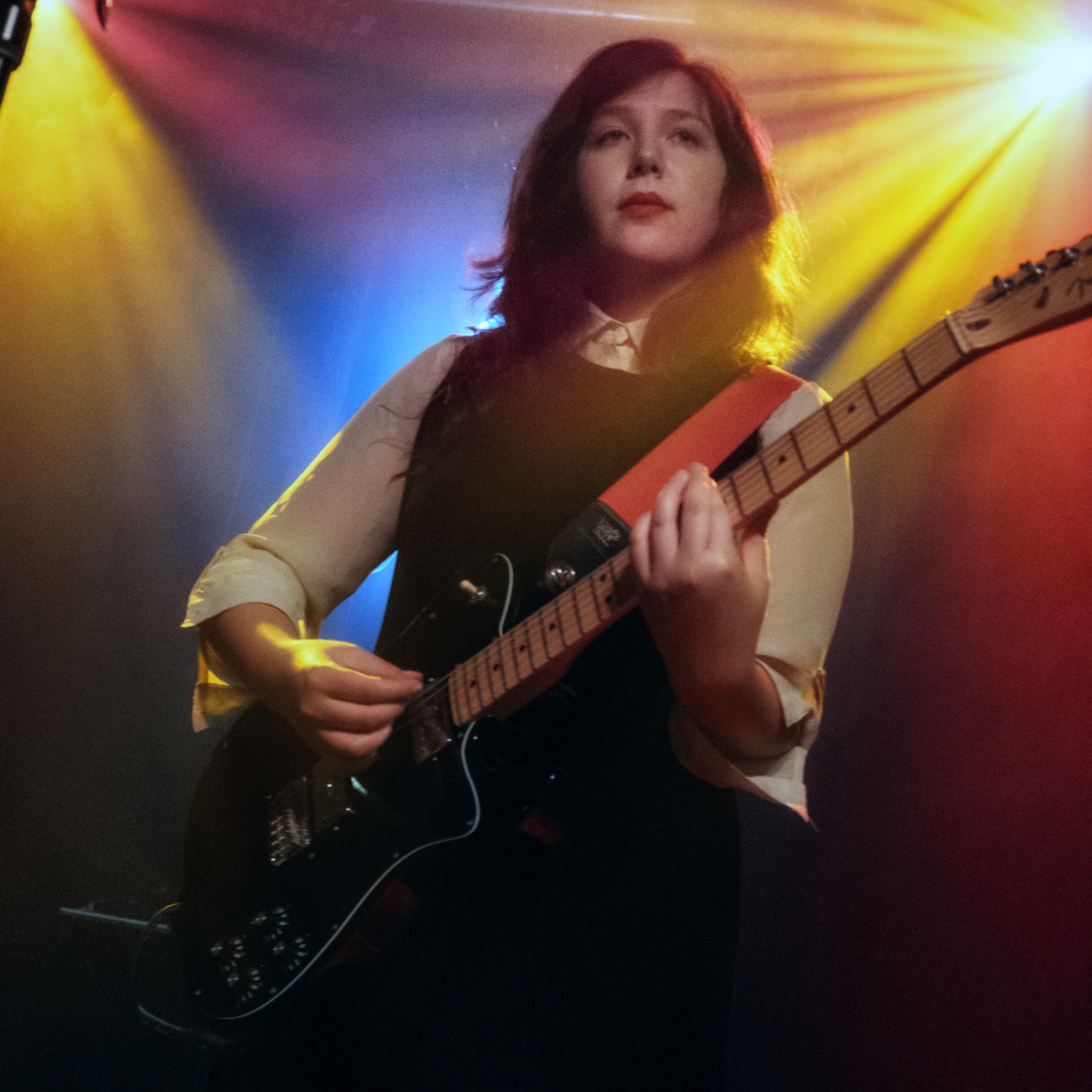
Dacus presentando en Neumos en Seattle en 2019

En 2018, Dacus, junto a Phoebe Bridgers y Julien Baker, formaron el grupo boygenius . Lanzaron tres canciones en agosto de 2018 y posteriormente anunciaron un EP y una gira.  El EP, titulado boygenius, salió el 26 de octubre de 2018.
Coincidiendo con el Día de San Valentín de 2019, Dacus lanzó una versión de " La Vie en rose ", la primera de una serie planificada de canciones que conmemoran las principales festividades.
En 2021, Home Video se lanzó el 25 de junio  Interpretó uno de los sencillos del álbum, "Hot & Heavy", en The Late Show with Stephen Colbert el 13 de abril  El 10 de noviembre, Dacus lanzó su sencillo "Thumbs Again", una reedición de su canción "Thumbs" con instrumentación adicional, junto con el anuncio de las fechas de la gira por Estados Unidos en 2022.
El 2 de febrero de 2022, Dacus lanzó el sencillo "Kissing Lessons", que estuvo acompañado de un vídeo musical. Durante 2022, Dacus realizó una gira por Europa, Australia y América.
Dacus lanzó un vídeo musical de la canción "Night Shift" con motivo del quinto aniversario de su álbum "Historian" en marzo de 2023.
Boygenius lanzó su álbum de estudio debut de larga duración, titulado The Record, el 31 de marzo de 2023, después de lanzar 4 sencillos.
A partir del 1 de febrero de 2024, Boygenius está en hiatus, "por el futuro previsible".

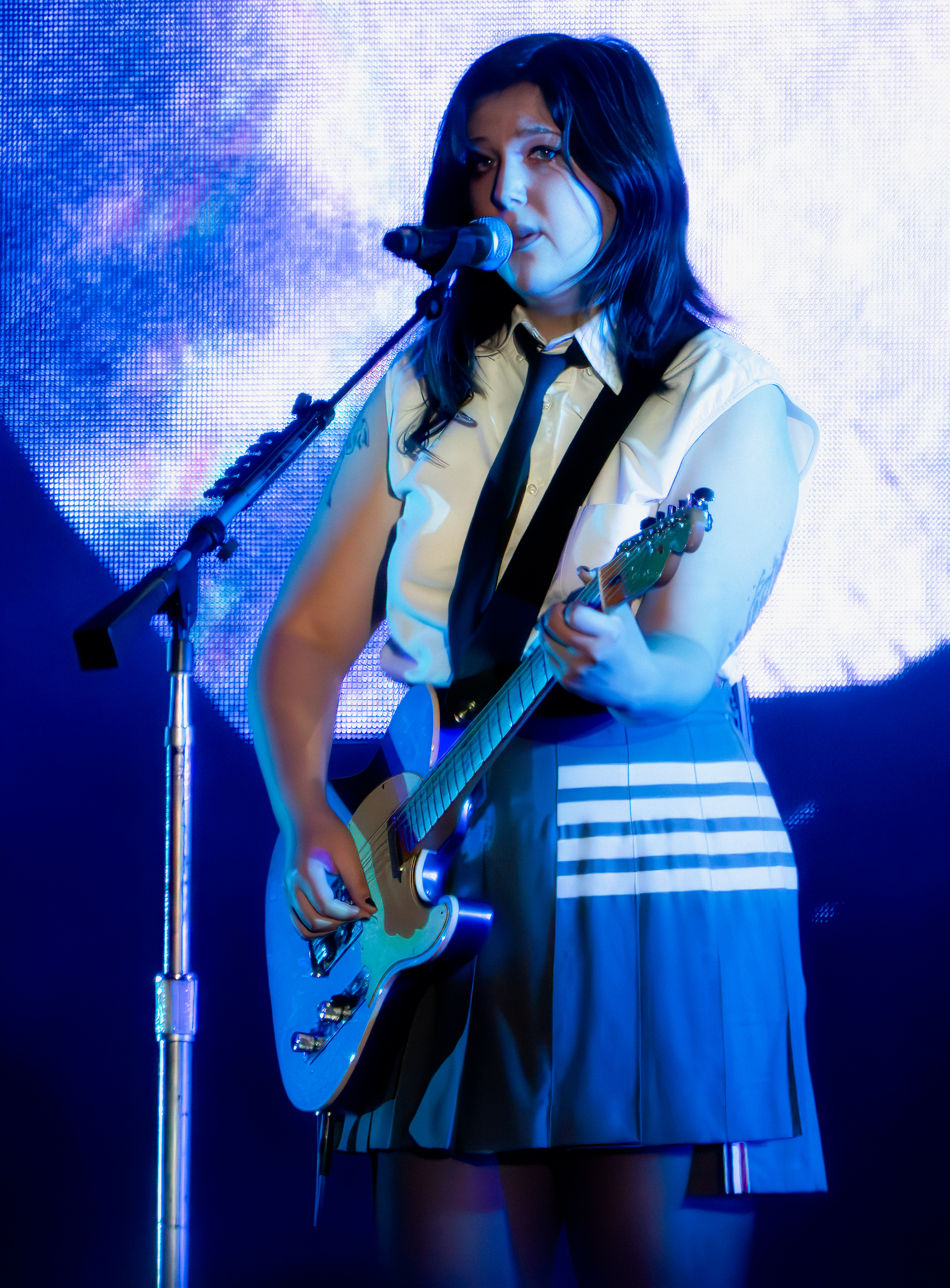
Dacus presentando con Boygenius en 2023

## Activismo
Después de que la nueva ley de aborto de Texas entró en vigor el 1 de septiembre de 2021, Dacus anunció en Twitter que todo el dinero que gane en sus próximos shows en Texas "se destinará a fondos para abortos". También informó a sus fans que trajeran dinero extra a sus shows en Houston y San Antonio para la donación a los fondos para el aborto.  Durante su recorrido en video por su casa en julio de 2022, Dacus anunció que ella y su acto secundario Camp Cope donarían propinas del puesto de mercancías a la organización Fund Abortion Not Police.
Mientras actuaba con Boygenius en Coachella en abril de 2023, la banda habló en apoyo de los derechos trans tras los proyectos de ley propuestos en estados como Florida y Missouri. En una fecha posterior de la gira en junio de 2023 en Tennessee, Dacus y sus compañeros de banda actuaron drag en protesta por la legislación anti-drag que el gobernador estatal Bill Lee promulgó y que fue bloqueada en un tribunal federal. 
Después de que el ex presidente Barack Obama incluyera " Not Strong Enough " de boygenius en su lista de reproducción anual de verano, una cita de Dacus lo citó diciendo "criminal de guerra :( ".

## Vida personal
Dacus fue criada como cristiano pero ya no es religiosa.  Ella se identifica como queer. Dacus vivió en Richmond, Virginia hasta finales de 2019. En octubre de 2023 reside en Los Ángeles, habiendo residido anteriormente en Filadelfia.

## Discografía

### Álbumes de estudio
| Title      | Album details                                                                                               | Peak chart positions | Peak chart positions | Peak chart positions     | Peak chart positions | Peak chart positions | Peak chart positions | Peak chart positions | Peak chart positions       | Peak chart positions |
| Title      | Album details                                                                                               | US                   | US Alt               | US<br>id="mw6w"><br>Folk | US Indie             | US Rock              | UK                   | UK Indie             | UK<br>id="mwAQg"><br>Amer. |                      |
| ---------- | --- | -------------------- | -------------------- | ------------------------ | -------------------- | -------------------- | -------------------- | -------------------- | -------------------------- | -------------------- |
| No Burden  | - Released: February 26, 2016 - Label: EggHunt, Matador - Format: LP, CD, digital download, streaming media | —                    | —                    | —                        | —                    | ―                    | ―                    | ―                    | ―                          |                      |
| Historian  | - Released: March 2, 2018 - Label: Matador - Format: LP, CD, digital download, streaming                    | —                    | —                    | 12                       | —                    | ―                    | ―                    | 10                   | 9                          |                      |
| Home Video | - Released: June 25, 2021 - Label: Matador - Format: LP, CD, digital download, streaming                    | 104                  | 9                    | 3                        | 10                   | 16                   | 85                   | 8                    | 2                          |                      |

### EPs
| Título                       | Detalles del EP                                                                                      | Posiciones pico en el gráfico |
| Título                       | Detalles del EP                                                                                      | A NOSOTROS <br> Calor <br>    |
| ---------------------------- | --- | ----------------------------- |
| Chicas de regreso a casa     | - Publicado: 31 de agosto de 2012 - Etiqueta: Independiente - Formato: Descarga digital              | -                             |
| Lucy Dacus en Audiotree Live | - Publicado: 20 de abril de 2016 - Sello: Audiotree Music - Formato: Descarga digital, streaming     | -                             |
| 2019                         | - Lanzado: 8 de noviembre de 2019 - Etiqueta: Matador - Formato: Vinilo, descarga digital, streaming | 22                            |
| Solteros de Spotify          | - Publicado: 20 de julio de 2022 - Etiqueta: Matador - Formato: transmisión                          | –                             |

### Sencillos
| Title                                 | Year | Peak chart positions     | Peak chart positions | Peak chart positions | Album      |
| Title                                 | Year | US<br>id="mwAYM"><br>AAA | US Rock Airplay      | MEX Airplay          | Album      |
| ------------------------------------- | ---- | ------------------------ | -------------------- | -------------------- | ---------- |
| "I Don't Wanna Be Funny Anymore"      | 2015 | —                        | —                    | —                    | No Burden  |
| "Strange Torpedo"                     | 2016 | —                        | —                    | —                    | No Burden  |
| "Night Shift"                         | 2017 | —                        | —                    | —                    | Historian  |
| "Addictions"                          | 2018 | —                        | —                    | 48                   | Historian  |
| "Next of Kin"                         | 2018 | —                        | —                    | —                    | Historian  |
| "La Vie en Rose"                      | 2019 | —                        | —                    | —                    | 2019       |
| "My Mother & I"                       | 2019 | —                        | —                    | —                    | 2019       |
| "Forever Half Mast"                   | 2019 | —                        | —                    | —                    | 2019       |
| "Dancing in the Dark"                 | 2019 | —                        | —                    | —                    | 2019       |
| "In the Air Tonight"                  | 2019 | —                        | —                    | —                    | 2019       |
| "Last Christmas"                      | 2019 | —                        | —                    | —                    | 2019       |
| "Fool's Gold"                         | 2019 | —                        | —                    | —                    | 2019       |
| "Isabella" (with Hamilton Leithauser) | 2020 | —                        | —                    | —                    |            |
| "Thumbs"                              | 2021 | —                        | —                    | —                    | Home Video |
| "Hot & Heavy"                         | 2021 | 24                       | —                    | —                    | Home Video |
| "VBS"                                 | 2021 | —                        | —                    | —                    | Home Video |
| "Brando"                              | 2021 | 13                       | —                    | —                    | Home Video |
| "Going Going Gone"                    | 2021 | —                        | —                    | —                    | Home Video |
| "Thumbs Again"                        | 2021 | —                        | —                    | —                    |            |
| "Kissing Lessons"                     | 2022 | 20                       | 50                   | —                    |            |
| "Home Again" / "It's Too Late"        | 2022 | —                        | —                    | —                    |            |

### Otras apariciones
| Año  | Canción                | Álbum                                                           | Notas                    |
| ---- | ---------------------- | --------------------------------------------------------------- | ------------------------ |
| 2020 | " Labios de un ángel " | Save Stereogum: una composición de covers de la década del 2000 | obstaculizar la cubierta |

### Videos musicales
| Título                               | Año  | Director                            |
| ------------------------------------ | ---- | ----------------------------------- |
| "Ya no quiero ser gracioso"          | 2016 | Joseph McCormick y Henry Sho Kellam |
| "Adicciones"                         | 2018 | Lucy Dacus                          |
| "Caliente y pesado"                  | 2021 | Lucy Dacus y Marin Leong            |
| "EBV"                                | 2021 | Marin Lee                           |
| "Se va se va se fue" (Live at Spang) | 2021 | Jordan Rodericks                    |
| "Brando"                             | 2021 |                                     |
| "Lecciones de besos"                 | 2022 | María Palena                        |
| " Turno nocturno "                   | 2023 | Jane Schönbrun                      |

### Apariciones como invitada
| Título                    | Año  | Otros artistas       | Álbum                 |
| ------------------------- | ---- | -------------------- | --------------------- |
| "Isabela"                 | 2020 | Hamilton Leithauser  | Los amores de tu vida |
| "Rosas/Loto/Violeta/Iris" | 2020 | Hayley Williams      | Pétalos para armadura |
| "Graceland también"       | 2020 | Phoebe Bridgers      | Castigador            |
| " Conozco el final "      | 2020 | Phoebe Bridgers      | Castigador            |
| "Pierde este número"      | 2020 | Christian Lee Hutson | Principiantes         |
| "Imperdonable"            | 2020 | Christian Lee Hutson | Principiantes         |
| "Reunir a la vieja banda" | 2020 | Christian Lee Hutson | Principiantes         |
| "Sencillo para el verano" | 2020 | Christian Lee Hutson | Principiantes         |
| "Favor"                   | 2021 | julian panadero      | Pequeños olvidos      |

### Con Boygenius
- boygenius (2018)
- Boygenius (Demos) (2020)
- the record (2023)
- the rest (2023)

## Giras musicales
- Gira 2016 (2016) [38]
- Gira 2017 (con Hamilton Leithauser) (2017) [39]
- Gira del Historiador (2018) [40]
- Gira norteamericana verano 2018 (2018) [41]
- Julien Baker y Phoebe Bridgers con Lucy Dacus Tour (2018)
- Gira 2019 (2019)
- Gira de Otoño 2019 (2019)
- Gira de primavera por el Reino Unido y la UE (2020; suspendida después de 2 fechas) [42]
- Gira norteamericana 2021 (2021) [43]
- Gira de Invierno 2022 (2022) [44]
- Reino Unido/UE 2022 (2022) [45]
- Gira de verano 2022 (2022)
- Recorrido en vídeo por el hogar (2022) [46]
- Re: Serie de conciertos SET (2023)
- La gira (2023)

## Premios
| Año  | Asociación                     | Categoría | Trabajo nominado | Resultado | Árbitro |
| ---- | ------------------------------ | --- | --- | --------- | ------- |
| 2019 | Premios Libera                 | Mejor artista revelación/lanzamiento                                                                                                   | rowspan="" style="background-color:none;color:black; text-align:center; vertical-align:middle;" \|                                 | [ 47 ]    |         |
| 2022 | Premio GLAAD de Medios         | Mejor artista musical innovador | rowspan="" style="background-color:none;color:black; text-align:center; vertical-align:middle;" \|                                 | [ 48 ]    |         |
| 2024 | Premios Grammy [lower-alpha 1] | Álbum del año | el record\|rowspan="" style="background-color:none;color:black; text-align:center; vertical-align:middle;" \|                      | [ 49 ]    |         |
| 2024 | Premios Grammy [lower-alpha 1] | Mejor álbum de música alternativa \|rowspan="" style="background-color:none;color:black; text-align:center; vertical-align:middle;" \| | el record\|rowspan="" style="background-color:none;color:black; text-align:center; vertical-align:middle;" \|                      | [ 49 ]    |         |
| 2024 | Premios Grammy [lower-alpha 1] | Record del año | " No suficientemente fuerte " \|rowspan="" style="background-color:none;color:black; text-align:center; vertical-align:middle;" \| | [ 49 ]    |         |
| 2024 | Premios Grammy [lower-alpha 1] | Mejor canción de rock \|rowspan="" style="background-color:none;color:black; text-align:center; vertical-align:middle;" \|             | " No suficientemente fuerte " \|rowspan="" style="background-color:none;color:black; text-align:center; vertical-align:middle;" \| | [ 49 ]    |         |
| 2024 | Premios Grammy [lower-alpha 1] | Mejor interpretación de rock \|rowspan="" style="background-color:none;color:black; text-align:center; vertical-align:middle;" \|      | " No suficientemente fuerte " \|rowspan="" style="background-color:none;color:black; text-align:center; vertical-align:middle;" \| | [ 49 ]    |         |
| 2024 | Premios Grammy [lower-alpha 1] | Mejor interpretación de música alternativa                                                                                             | rowspan="" style="background-color:none;color:black; text-align:center; vertical-align:middle;" \|                                 | [ 49 ]    |         |
| 2024 | Brit Awards [lower-alpha 1]    | Grupo Internacional | chicogenio\|rowspan="" style="background-color:none;color:black; text-align:center; vertical-align:middle;" \|                     | [ 50 ]    |         |